# سيف فودز

سيف فودز هو مشروع أوروبي أنشئ في عام 2004 ويتناول سلامة الأغذية. ويهدف إلى المساهمة في استعادة ثقة المستهلك في سلامة السلسلة الغذائية الأوروبية، وحماية المستهلك من الأمراض المنقولة عن طريق الأغذية، وصقل ممارسات تحليل المخاطر لسلامة الأغذية من خلال نهج متعدد التخصصات. العنوان الكامل للمشروع هو "SAFE FOODS" - تعزيز نهج متكامل ومتكامل لتحليل المخاطر للأغذية". يتم تمويل المشروع من قِبل المديرية العامة للبحوث بالاتحاد الأوروبي (EU European) من خلال برنامج الإطار السادس، في إطار مجال أولوية "جودة وسلامة الغذاء" . تعتبر سيف فودز أيضًا عضوًا مؤسسًا في هيئة البرامج للأبحاث والتطور التكنولوجي، وهي شبكة لمديري الاتصالات تضم العديد من مشروعات الإطار السادس التي تتناول قضايا جودة الأغذية وسلامتها. يشارك في المشروع أكثر من 95 عالمًا طبيعيًا واجتماعيًا من 37 مؤسسة في 21 دولة. 

## مجالات البحوث المواضيعية
يتم استخدام مجموعة واسعة من التخصصات البحثية في مشروع سيف فودز ، بما في ذلك البيولوجيا الجزيئية، وعلم الأحياء المجهرية، وعلم السموم، والنمذجة الاحتمالية، وتخصصات العلوم الاجتماعية والعلوم السياسية. 
سيف فودز مقسمة إلى 5 مشاريع فرعية، وهي: 
- تقييم السلامة المقارن لمناهج تربية النباتات وممارسات الإنتاج،
- الاكتشاف المبكر لمخاطر الأغذية والأعلاف الناشئة
- تقييم المخاطر الكمي للتعرض المشترك للملوثات الغذائية والسموم الطبيعية،
- أبحاث المستهلكين عن تصورات إدارة مخاطر الأغذية.
- التحديات المؤسسية والحلول لإدارة المخاطر المنهجية.

## خلفية
لطالما اعتبرت إدارة سلامة الأغذية مجال «الخبراء» ومديري المخاطر المهنية، مع الحد الأدنى من المدخلات من الأطراف المعنية الأخرى مثل المستهلكين. ومع ذلك، فإن عددا من حوادث سلامة الأغذية في أوروبا، على سبيل المثال، الكائنات المحورة وراثيا، واعتلال الدماغ الإسفنجي البقري، والديوكسينات، أضرت بشدة ثقة الجمهور في تنظيم وإدارة سلامة الأغذية. هذا كشف الحاجة إلى تحسين النهج الحالي لتحليل مخاطر الأغذية. 
تم تمويل مشروع سيف فودز من قبل الاتحاد الأوروبي لتطوير منهج جديد في تحليل مخاطر الغذاء، ودمج تقييم المخاطر والفوائد لصحة الإنسان وتفضيلات المستهلك والقيم، وكذلك تحليل تأثير الجوانب الاجتماعية والاقتصادية. مقارنة بالأطر الحالية، يولى الكثير من الاهتمام لمشاركة أصحاب المصلحة (الشركات) النشطة، وزيادة الشفافية (العلوم الإنسانية) في صنع القرار، وتحسين التفاعل بين مقيمي المخاطر ومديري المخاطر والتواصل الأكثر فعالية في جميع مراحل عملية تحليل المخاطر. 

## روابط خارجية
- موقع SAFE FOODS
- موقع SAFE FOODS للتعليم الإلكتروني